# 2 (број)
2 (два) је број, нумерал и име глифа који представља тај број. То је природни број који следи после броја 1, а претходи броју 3.
Стари Хелени су сматрали да је 2 први број, јер представља мноштво.
Број 2 је први прост број. Бројеви дељиви са 2 се зову парни бројеви. Дељивост са бројем 2 је лако проверљива. Уколико је цифра јединица (последња у испису) парна тада је и цео број дељив са 2. Ово важи за декадни бројни систем, али такође и за октални и хексадецимални бројни систем.
Број 2 је основа бројног система који се зове бинарни и позициони бројни систем са најмањом основом. Први је овај систем представио и описао Лајбниц. Овај систем је поготово у употреби у области дигиталне електронике и рачунарства.

## У математици
За сваки број x важи:
x+x = 2·x
x·x = x2
xx = x↑↑2
Корен из 2 је први познати ирационални број.
У десетичном бројном систему важи следећа тврдња:
{\displaystyle 2=1.999\dots =1.{\dot {9}}}
где тачка изнад 9 означава да се 9 понавља бесконачан број пута.
Други степен неког броја се зове (из историјских разлога) квадрат.
У геометрији се са две тачке једнозначно дефинише права која пролази кроз њих.
Геометрија у равни има две димензије.

## У хемији
Редни број и атомски број 2 у периодном систему елемената има хемијски елемент хелијум.